# Храм Троицы Живоначальной в Троицком-Голенищеве
Храм Живоначальной Троицы в Троицком-Голенищеве — православный храм в районе Раменки города Москвы. Относится к Михайловскому благочинию Московской епархии Русской православной церкви. Построен в 1644—1645 годах по проекту Антипы Константинова в старинном патриаршем селе Голенищеве (после постройки переименованном в Троице-Голенищево) на реке Сетуни на месте церкви Иоанна Богослова, сооружённой в XV веке.

## История
Село Голенищево, впервые упоминаемое в 1406 году, было загородной летней резиденцией святого Киприана, митрополита Московского и Киевского. В 1474 году митрополитом Геронтием была сооружена церковь Иоанна Богослова. В XVII веке уже существовала деревянная Троицкая церковь с приделом святителя Леонтия. В 1644—1645 годах Ларионом Ушаковым по проекту нижегородского зодчего Антипы Константинова на её месте возведён каменный храм. Боковые приделы сооружены несколько позже. Колокольня и трапезная построены в 1660 году. В 1860 году колокольня была перестроена и несколько сдвинута, а придел мученика Агапия продлён новой трапезной.
Во время Отечественной войны 1812 года село было захвачено наполеоновскими войсками, в храме размещалась конюшня. В пожаре погиб древний иконостас, но некоторые иконы уцелели благодаря тому, что незадолго до событий были переданы в поновление. В 1898—1902 годах храм был несколько обновлён. В советское время храм был закрыт в 1939 году, иконостас был взят в пользование Сергеем Эйзенштейном для съёмок картины «Иван Грозный», после чего обратно в храм не вернулся.
В церкви Троицы Живоначальной на Воробьёвых горах, не закрытой в то время, был устроен отдельный престол Агапия и Ионы, куда перенесли антиминсы приделов голенищевской церкви. В храме разместили склад сырья и готовой продукции 3-й картонажной фабрики, затем он был передан в аренду Гостелерадио СССР, некоторое время в храме вёлся приём макулатуры и стеклотары. В 1970-х годах храм был отреставрирован. В 1990 году начался процесс передачи церкви. Первый молебен состоялся 8 января 1991 года. К концу года территория храма была освобождена, разобраны складские помещения, началось строительство перекрытий и этажей в колокольне. Богослужения возобновлены в 1992 году.
В середине 1990-х годов в церкви производились ремонтно-восстановительные работы, в ходе которых было возвращено искажающее первоначальный облик храма позднее железное покрытие центрального шатра, которое было удалено реставраторами в конце 1970-х. В это же время был расчищен Ионинский ключ со стороны реки. В 1999 году к трапезной части храма была пристроена деревянная часовня-крестильня в честь святителя Киприана.
В настоящее время каждую субботу и воскресенье, а также по церковным праздникам в храме совершается литургия, действуют воскресная школа, приходская библиотека, аудио- и видеотека с записями проповедей, богослужений. Приход шефствует над Домом ребёнка в Матвеевском. Издаётся ежемесячный приходской листок «Киприановский источник».
3 июня 2012 в день Святой Троицы епископ Бронницкий Игнатий провёл в храме первое после возобновления прихода богослужение архиерейским чином.

## Архитектура
Церковь в Троицком-Голенищеве представляет собой образец шатрового каменного храма. Храмы шатрового типа начали строиться на Руси в начале XVI века и были запрещены в ходе церковной реформы патриарха Никона в 1653 году. Центральный шатёр обшит железом в позднейшее время. Четверик основного объёма завершается килевидными закомарами. С запада и юга он окружён галереей. К нему на уровне апсид примыкают два придела, посвящённые Ионе, митрополиту Московскому и священномученику Агапию. Главы, завершающие шатры, поставлены на узкие восьмерики, украшенные едва заметным ажурным рядом кокошников. Приделы имеют отдельные апсиды, шатры приделов украшены рядами ложных слуховых отверстий.

## Иконы и святыни
- икона святителя Тихона, патриарха Всероссийского
- икона преподобного Сергия Радонежского
- икона преподобного Серафима Саровского
- икона преподобного Амвросия Оптинского с частицей мощей
- частица мощей великомученика Пантелеимона
- частица мощей преподобного Агапита Печерского
- частица мощей преподобного Даниила Московского
- частица мощей святителя Филарета Московского
- камень и колечко с руки великомученицы Екатерины
- икона блаженной Матроны Анемнясевской

## Престольные праздники
- в честь Троицы Живоначальной — на 50-й день после Пасхи
- 28 июня — святителя Ионы, митрополита Московского
- в честь святителя Тихона, Патриарха Всероссийского — через 21 неделю после Троицы

## Духовенство
- Настоятель — протоиерей Сергий Правдолюбов
- священник Николай Кабанов
- священник Алексий Меркишин
- протодиакон Борис Поваров
- диакон Александр Копяткевич
- священник Максим Крижевский